# حرف جليدي
الحُرْف الجليدي نوع نباتي يتبع جنس الحُرْف من الفصيلة الصليبية.